# Accademia argentina di lettere
L'accademia argentina di lettere (spagnolo:  Academia Argentina de Letras) è l'ente responsabile dello studio e della regolamentazione d'uso della lingua spagnola in Argentina. Fin dalla sua fondazione, avvenuta il 13 agosto 1931, ha legami con la Reale accademia spagnola e fa parte della Associazione delle accademie di lingua spagnola che ha sede a Madrid.

## Organizzazione
Attualmente, la compagine accademica è formata da 24 componenti titolari, eletti a vita fra studiosi argentini (e residenti in Argentina) che si siano distinti per aver prodotto un significativo contributo agli studi linguistici e letterari. Essi formano il direttivo dell'Accademia, che governa l'istituzione, può eleggere altri studiosi alla più alta dignità accademica (qualora vi siano delle vacanze) e conferisce la qualità di socio onorario e corrispondente ad altri studiosi, anche stranieri.

## Scopi
L'Accademia non si limita a registrare le peculiarità della lingua spagnola parlata nella regione rioplatense, ma si propone anche di promuovere azioni di indirizzo politico ed iniziative legislative, nonché di incoraggiare gli studi letterari e linguistici su di essa, considerata un elemento fondamentale della cultura nazionale.

## Premi
L'Accademia regola anche i premi letterari nazionali e conferisce il premio Academia Argentina ai maggiori autori di narrativa, poesia e saggi in lingua spagnola. Dal 1984 attribuisce anche un premio agli studenti in lettere, che viene assegnato a coloro i quali abbiano raggiunto la votazione più alta fra tutti i laureati nell'anno solare presso tutte le università nazionali.